# Verzweigung Rütihof
De Verzweigung Rütihof is een knooppunt in Zwitserland. Op dit knooppunt bij de gemeente Risch-Rotkreuz sluit de A14l aan op de A4.

## Bijzonderheid
De A14 kent bij het knooppunt een totso

## Configuratie
Het knooppunt is een mixvormknooppunt.